# Eamonn Brophy
Eamonn Brophy est un joueur de football international écossais né le 10 mars 1996. Il évolue au poste d'attaquant avec le club de Ross County.

## Biographie
Le 14 mai 2016, il inscrit un doublé en Scottish Premiership avec le club d'Hamilton Academical, sur la pelouse de Partick Thistle (match nul 2-2).
Le 8 janvier 2021, il est prêté à Saint Mirren.
Le 25 janvier 2023, il est prêté à Ross County.
Le 29 juin 2023, il rejoint Ross County.

## Palmarès

### En club
Falkirk FC
- Championnat d'Écosse de deuxième division
  - Champion en 2025